# 대야초등학교 (전북)
대야초등학교는 대한민국 전북특별자치도 군산시 대야면 산월리에 있는 공립 초등학교이다.

## 학교 연혁
- 1921년 7월 1일 대야공립보통학교(4년제) 개교설립인가 3월 21일
- 1925년 3월 3일 6년제 인가
- 1938년 4월 1일 대야공립심상소학교로 개칭[1]
- 1941년 4월 1일 대야공립국민학교로 개칭[2]
- 1996년 3월 1일 대야초등학교로 개칭[3]
- 1999년 3월 1일 광산분교장 편입
- 2014년 6월 14일 가천 이길여도서관 준공[4][5]
- 2021년 1월 13일 제96회 졸업생 19명 (총 16,638명)
- 2021년 3월 1일 제23대 한복경 교장 부임
- 2021년 3월 2일 초등학교 7학급 편성(다꿈반 1학급 포함), 병설유치원 1학급 편성

## 참고 자료
- 대야초등학교 - 한국교육학술정보원 학교알리미